# برونو فروتن
برونو فروتن (انگلیسی: Bruno Umile؛ زادهٔ ۶ فوریهٔ ۲۰۰۳) بازیکن فوتبال است.
وی همچنین در تیم‌های ملی فوتبال زیر ۱۵ سال ایتالیا و زیر ۱۶ سال ایتالیا بازی کرده‌است.